# Coptos
Coptos (àrab: قفط, Qifṭ; copte: Ⲕⲉϥⲧ, Keft o Kebto; egipci antic: Gebtu; grec antic: Κόπτος, Coptos o Koptos; llatí: Justinianopolis) fou una ciutat de l'antic Egipte situada on avui hi ha la ciutat de Qift o Kift. Les ruïnes de l'antiga Coptos són al mig de la ciutat moderna.
Molt a prop hi ha la moderna ciutat de Qus, antigament anomenada Gesa, i a l'altra banda del riu es troba Kuth, que fou l'antiga Nubt (Ombos).
La ciutat moderna vers el 2000 tenia més de 70.000 habitants.

## Restes arqueològiques
De l'antiga ciutat en queden algunes restes grecoromanes, com el temple d'Isis, iniciat per Ptolemeu II sobre una capella dedicada a Osiris construïda per Tuthmosis III, i continuat per Ptolemeu IV, Ptolemeu VII, Cal·lígula i Neró; també de romanes, com un altre petit temple d'Isis, avui anomenat temple d'al-Qal'a, una porta de Claudi i part d'una porta de Cal·lígula); i finalment també de ptolemaiques, com les restes d'una porta de Ptolemeu XII i una capella de Cleòpatra. Els lleons de Coptos, exposats al Museu Petrie, i tres estàtues monumentals conservades al Caire i Oxford van sortir de la ciutat. No gaire lluny, el cementiri de Kom el Momanien o Kom el Koffar, té tombes del període de la VIII dinastia en endavant, a més d'alguns túmuls més antics.

## Història
La ciutat, que ja existia vers el 4000 aC, tenia com a patró al deu Min (el Pan dels grecs) a qui es va dedicar un temple. La seva importància derivada de la posició dominant sobre el Wadi Hammamat i els uadis (rierols) cap a la Mar roja, utilitzats per les caravanes que fien el comerç amb productes que arribaven per mar. Fou un port fluvial en el que destacava l'arribada d'elefants
Durant el període Ptolemaic va esdevenir més important, car a la fundació del port de Berenike va seguir més tard la revolta de Tebes (Luxor) el 207 aC i la ruta cap a Berenike va quedar tallada i les caravanes es van haver de desviar cap a Coptos.
La ciutat es va revoltar contra els romans i fou destruïda per Dioclecià el 292 però va ser reconstruïda i encara va recuperar una certa importància de ciutat provincial.
Amb els romans d'Orient fou seu d'un bisbat (amb autoritat sobre els pobles beges) i amb Justinià I va agafar el nom de Justiniàpolis sent centre d'una pagarquia (districte). Els àrabs li van donar el nom de Qift i fou capital de la kura del mateix nom. El 750 s'hi van refugiar temporalment alguns membres de la família omeia. Posterior fou atacada pels beges el 819 (en aquest temps els beges eren encara teòricament cristians); el 828 es va construir una muralla de protecció. Al segle x havia quedat allunyada del Nil, per un canvi en el curs, i havia perdut importància sent sobrepassada per Kus que estava a la vora del riu i llavors era l'única ruta comercial. Hi havien emigrat durant un cert temps famílies alides de l'Hedjaz i al segle X s'havia difós el xiisme. Al segle xi el comerç va retornar per les pistes interiors i Kift es va recuperar però com que Kus fou feta capital provincial no la va poder atrapar. Fou fidel als fatimites quan els aiúbites van agafar el poder i una revolta el 1177 fou durament reprimida. La ciutat no va tenir madrassa i estava sota jurisdicció del cadi suplent de Kus. El seu territori va esdevenir un wakf o propietat religiosa amb els ingressos reservats pels xerifs de Medina. Sota els mamelucs va esdevenir un petit poble agrícola i va acabar de perdre tota importància durant el període otomà. El cultiu principal és la canya de sucre.